# Сент-Жюли (Франция)
Сент-Жюли́ (фр. Sainte-Julie) — коммуна во Франции, находится в регионе Рона — Альпы. Департамент — Эн. Входит в состав кантона Ланьё. Округ коммуны — Белле.
Код INSEE коммуны — 01366.

## География
Коммуна расположена приблизительно в 360 км к юго-востоку от Парижа, в 45 км к северу от Лиона, в 36 км к западу от Бурк-ан-Бреса.

## Климат
Климат полуконтинентальный с холодной зимой и тёплым летом. Дожди бывают нечасто, в основном летом.

## Население
Население коммуны на 2010 год составляло 889 человек.
| 1962 | 1968 | 1975 | 1982 | 1990 | 1999 | 2010 |
| ---- | ---- | ---- | ---- | ---- | ---- | ---- |
| 273  | 301  | 327  | 331  | 529  | 534  | 889  |

## Администрация
| Период | Период | Фамилия           | Партия                                                                                          | Примечания |
| ------ | ------ | ----------------- | ----------------------------------------------------------------------------------------------- | ---------- |
| 1965   | 1989   | Франсуа Дессерьер | Народное республиканское движение → Центр демократии и прогресса → Социал-демократический центр |            |
| 1989   | 1989   | Франсуаза Шантёр  |                                                                                                 |            |
| 1989   | 2004   | Рене Марту        | Французская коммунистическая партия                                                             |            |
| 2005   | 2008   | Рене Пампуй       |                                                                                                 |            |
| 2008   | 2014   | Жан-Люк Робен     |                                                                                                 |            |

## Экономика
В 2010 году среди 581 человека трудоспособного возраста (15—64 лет) 476 были экономически активными, 105 — неактивными (показатель активности — 81,9 %, в 1999 году было 69,6 %). Из 476 активных жителей работали 440 человек (229 мужчин и 211 женщин), безработных было 36 (15 мужчин и 21 женщина). Среди 105 неактивных 33 человека были учениками или студентами, 47 — пенсионерами, 25 были неактивными по другим причинам.

## Достопримечательности
- Замок Сент-Жюли[фр.] (XIII век). Исторический памятник с 1984 года.[4]

## Фотогалерея

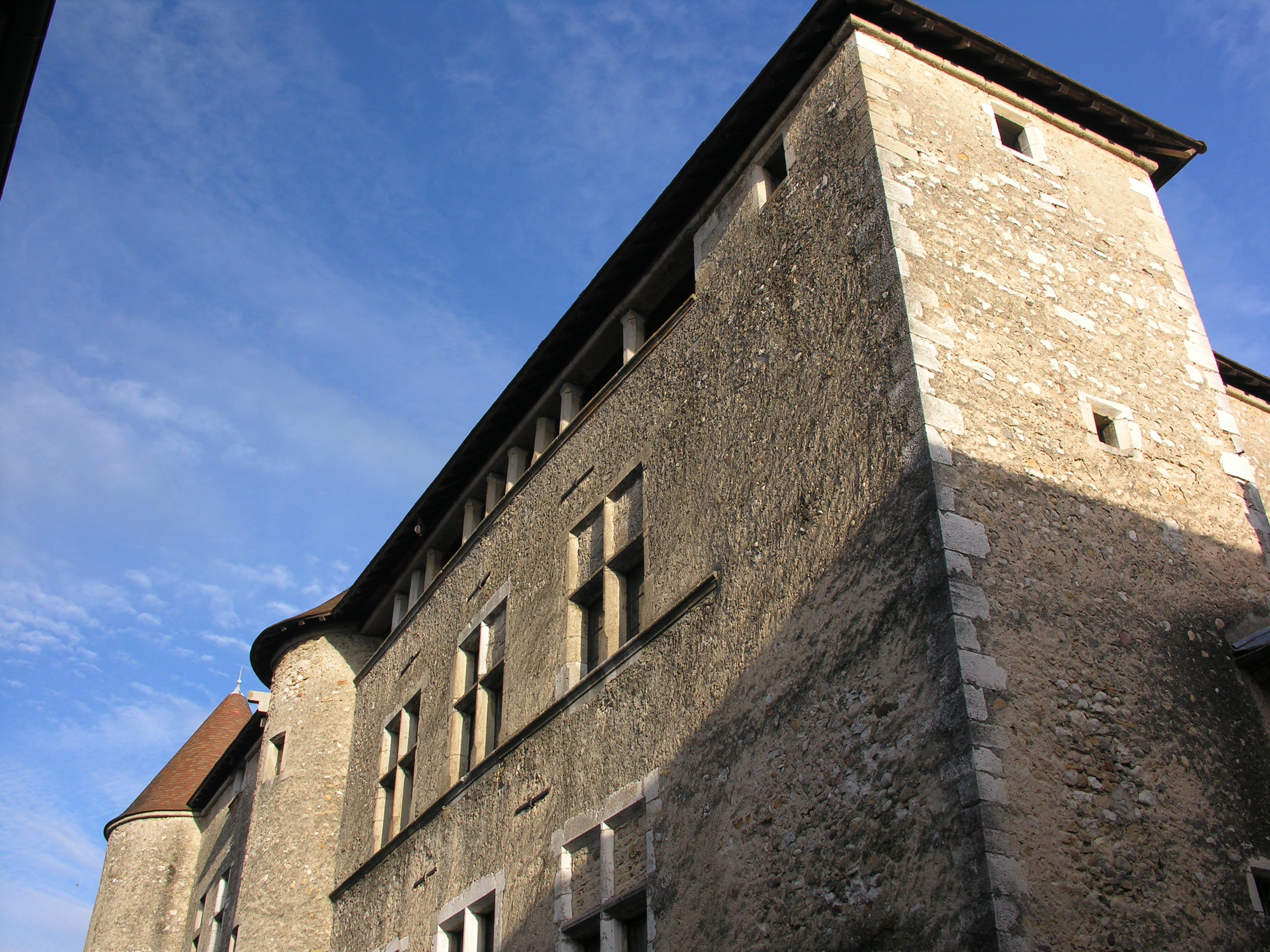
Замок Сент-Жюли
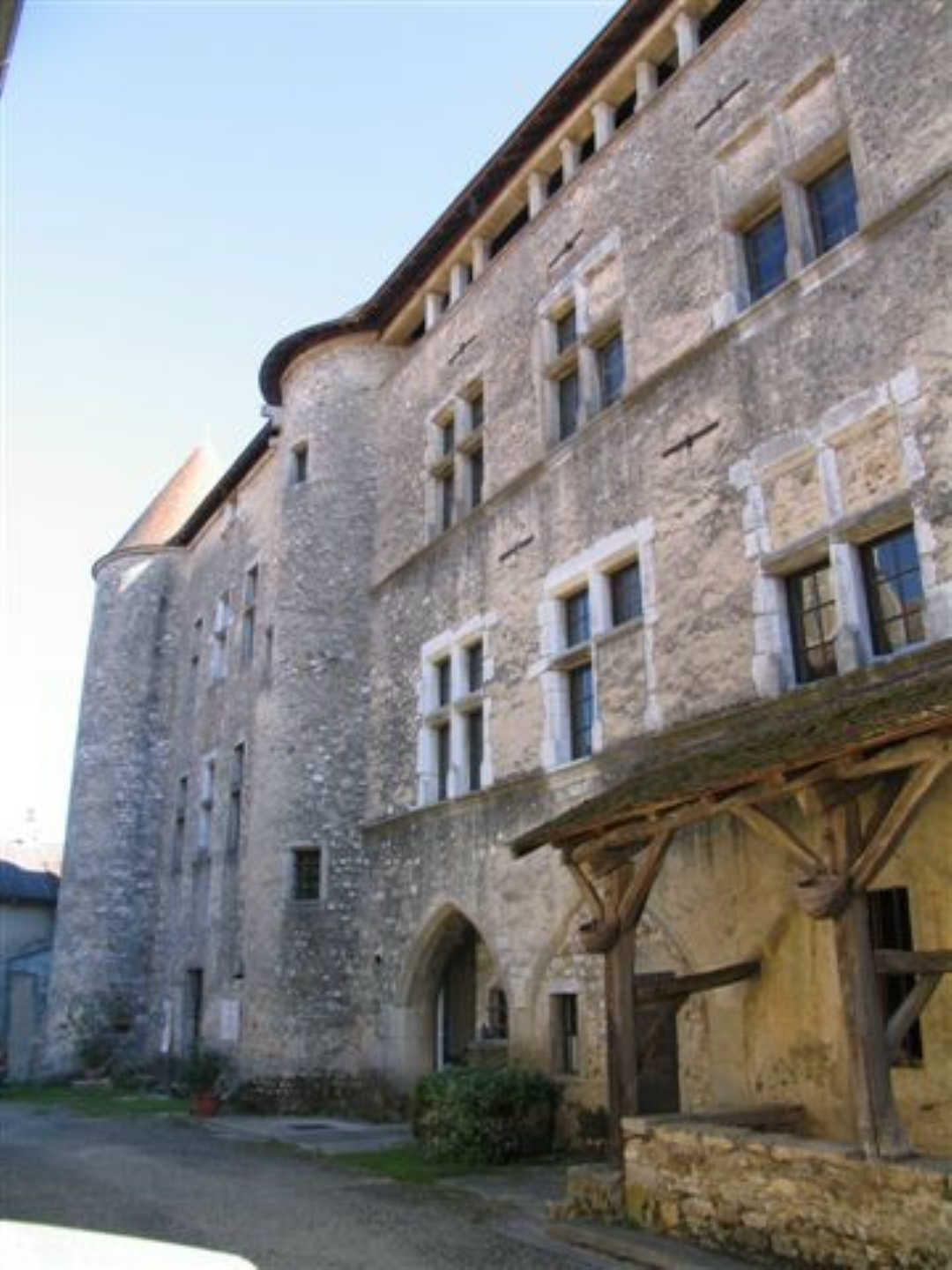
Замок Сент-Жюли
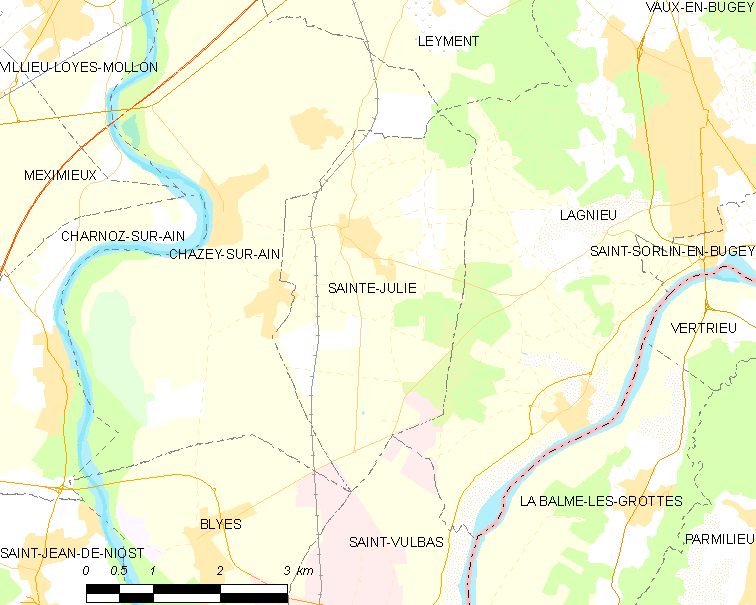
Карта коммуны